# Federico di Sassonia

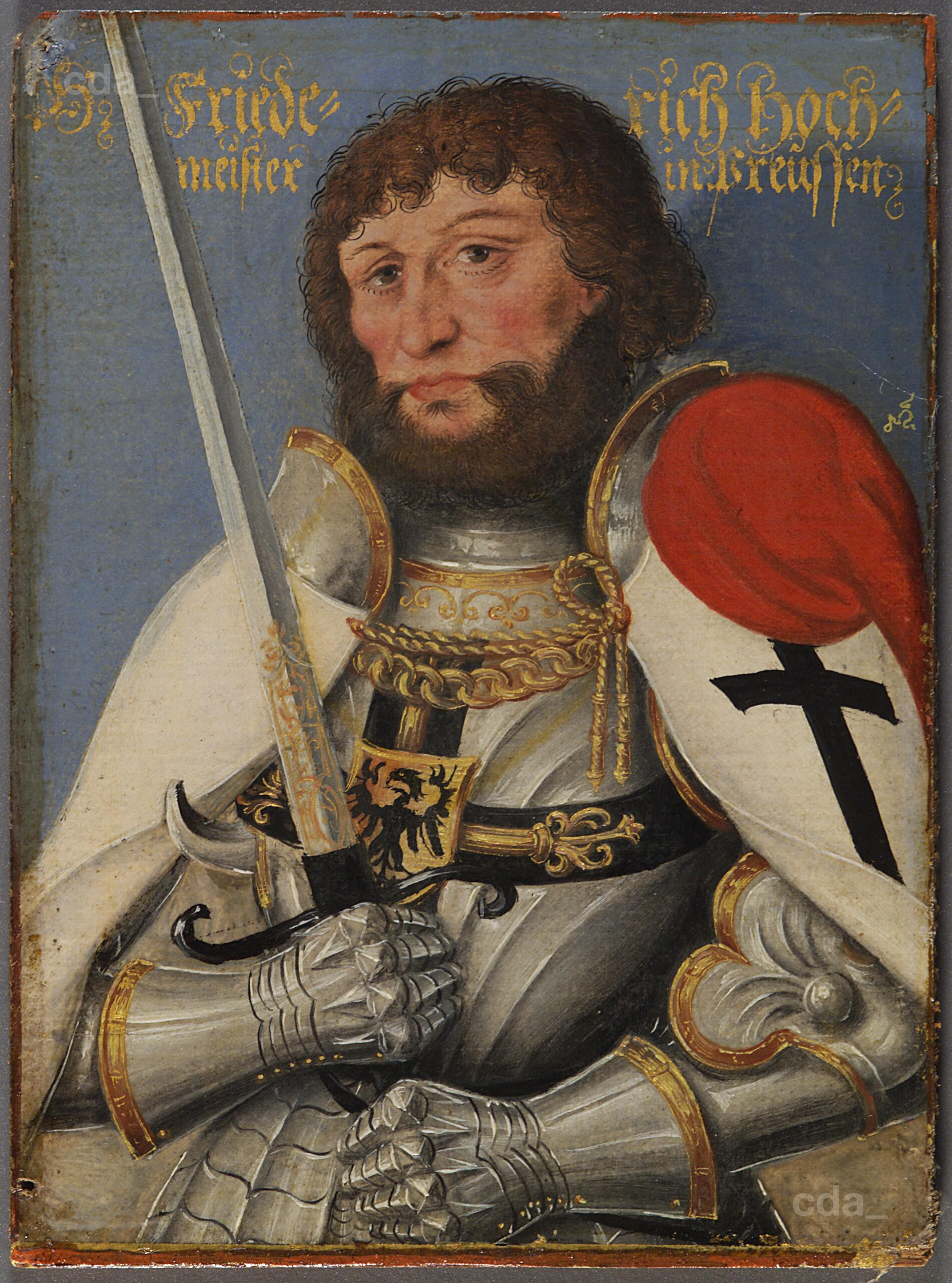
Ritratto el Gran Maestro d'Armi Federico di Sassonia

Federico di Sassonia, conosciuto anche con il nome di Frederich von Wettin (Torgau, 26 ottobre 1473 – Rochlitz, 14 dicembre 1510), è stato un nobile tedesco, Duca di Sassonia e trentaseiesimo Gran Maestro dell'Ordine Teutonico, in carica dal 1498 fino alla sua morte. Egli era il terzo figlio (ed il più giovane tra quelli sopravvissuti) di Alberto di Sassonia e Sidonia di Boemia, figlia di Giorgio di Podebrady.

## Biografia
L'Ordine Teutonico si trovava, alla fine del XV secolo, in una posizione soggiogata rispetto al Regno di Polonia, essi erano intenzionati a contrattare un matrimonio politico con la Casata degli Jagelloni di Polonia, di modo da rafforzare la propria posizione al governo.
Nato a Torgau, Federico era membro della Linea Albertina della propria famiglia, linea collaterale della prestigiosa Casa di Wettin, reggente in Sassonia. Federico non deve essere confuso con suo cugino, Federico III di Sassonia della Linea Ernestina, che governò l'Elettorato di Sassonia. Il fratello maggiore di Federico, Giorgio, aveva sposato Barbara, sorella del Re Giovanni I Alberto di Polonia. Il giovane Duca venne eletto Gran Maestro nel 1498.
Quando il Re di Polonia convocò Federico per far sì che gli rendesse omaggio, egli si appellò al Reichstag (il parlamento imperiale) che si riunì a Worms nel 1495. Il Reichstag informò Giovanni I Alberto che egli non avrebbe dovuto interferire nel libero potere del Gran Maestro in Prussia. La tattica di Federico ebbe successo con tutti e tre i re polacchi che si succedettero nei suoi 12 anni di governo.
Federico morì a Rochlitz. Secondo l'usanza, i Gran Maestri dell'ordine non potevano sposarsi, e per questo motivo anche Federico non prese moglie e non ebbe discendenti.

## Ascendenza
|                         |                          |                                 | Genitori                     |  |  | Nonni |  |  | Bisnonni               |  |  | Trisnonni              |  |
|                         |                          |                                 |                              |  |  |       |  |  | Federico I di Sassonia |  |  | Federico III di Meißen |  |
|                         |                          |                                 |                              |  |  |       |  |  | Federico I di Sassonia |  |  | Federico III di Meißen |  |
|                         |                          | Caterina di Henneberg           |                              |  |  |       |  |  | Federico I di Sassonia |  |  |                        |  |
| Federico II di Sassonia |                          |                                 |                              |  |  |       |  |  | Federico I di Sassonia |  |  |                        |  |
|                         |                          | Caterina di Brunswick-Lüneburg  | Enrico di Brunswick-Lüneburg |  |  |       |  |  |                        |  |  |                        |  |
|                         |                          | Caterina di Brunswick-Lüneburg  | Enrico di Brunswick-Lüneburg |  |  |       |  |  |                        |  |  |                        |  |
|                         |                          | Caterina di Brunswick-Lüneburg  | Sofia di Pomerania           |  |  |       |  |  |                        |  |  |                        |  |
| Alberto III di Sassonia |                          | Caterina di Brunswick-Lüneburg  |                              |  |  |       |  |  |                        |  |  |                        |  |
|                         |                          | Ernesto I d'Asburgo             | Leopoldo III d'Asburgo       |  |  |       |  |  |                        |  |  |                        |  |
|                         |                          | Ernesto I d'Asburgo             | Leopoldo III d'Asburgo       |  |  |       |  |  |                        |  |  |                        |  |
|                         |                          | Ernesto I d'Asburgo             | Verde Visconti               |  |  |       |  |  |                        |  |  |                        |  |
| Margherita d'Austria    |                          | Ernesto I d'Asburgo             |                              |  |  |       |  |  |                        |  |  |                        |  |
|                         |                          | Cimburga di Masovia             | Siemowit IV di Masovia       |  |  |       |  |  |                        |  |  |                        |  |
|                         |                          | Cimburga di Masovia             | Siemowit IV di Masovia       |  |  |       |  |  |                        |  |  |                        |  |
|                         |                          | Cimburga di Masovia             | Alessandra di Lituania       |  |  |       |  |  |                        |  |  |                        |  |
| Federico di Sassonia    |                          | Cimburga di Masovia             |                              |  |  |       |  |  |                        |  |  |                        |  |
|                         | Vittorino I di Poděbrady | Boczek V di Poděbrady           |                              |  |  |       |  |  |                        |  |  |                        |  |
|                         | Vittorino I di Poděbrady | Boczek V di Poděbrady           |                              |  |  |       |  |  |                        |  |  |                        |  |
|                         | Vittorino I di Poděbrady | Anna Lipa di Duba               |                              |  |  |       |  |  |                        |  |  |                        |  |
| Giorgio di Boemia       | Vittorino I di Poděbrady |                                 |                              |  |  |       |  |  |                        |  |  |                        |  |
|                         |                          | Anna di Wartenberg              | Giovanni di Wartenberg       |  |  |       |  |  |                        |  |  |                        |  |
|                         |                          | Anna di Wartenberg              | Giovanni di Wartenberg       |  |  |       |  |  |                        |  |  |                        |  |
|                         |                          | Anna di Wartenberg              | Anna di Velhartic            |  |  |       |  |  |                        |  |  |                        |  |
| Sidonia di Boemia       |                          | Anna di Wartenberg              |                              |  |  |       |  |  |                        |  |  |                        |  |
|                         |                          | Smilo di Sternberg              | Udalrico di Sternberg        |  |  |       |  |  |                        |  |  |                        |  |
|                         |                          | Smilo di Sternberg              | Udalrico di Sternberg        |  |  |       |  |  |                        |  |  |                        |  |
|                         |                          | Smilo di Sternberg              | Margherita di Seeberg        |  |  |       |  |  |                        |  |  |                        |  |
| Cunegonda di Sternberg  |                          | Smilo di Sternberg              |                              |  |  |       |  |  |                        |  |  |                        |  |
|                         |                          | Barbara Flaschka von Richenburg | Zdenic Pardubic              |  |  |       |  |  |                        |  |  |                        |  |
|                         |                          | Barbara Flaschka von Richenburg | Zdenic Pardubic              |  |  |       |  |  |                        |  |  |                        |  |
|                         |                          | Barbara Flaschka von Richenburg | Anna Vartemberka             |  |  |       |  |  |                        |  |  |                        |  |
|                         |                          | Barbara Flaschka von Richenburg |                              |  |  |       |  |  |                        |  |  |                        |  |

## Fonti
- Sito ufficiale dei Cavalieri Teutonici (in tedesco)
- Biografia, su thepeerage.com.
- Cavalieri Teutonici di Guy Stair Sainty